# Berengar
Berengar, Berengariusz – imię męskie pochodzenia germańskiego, którego patronami jest dwóch św. Berengarów – z VII i XIII wieku – wspominanych jednego dnia. Imię to było – również w formie żeńskiej – często spotykane w szlachetnych rodach zachodniej Europy we wczesnych wiekach.
Berengar imieniny obchodzi 2 października.
Znane osoby noszące imię Berengar:
- Berengar — biskup Leridy, arcybiskup Narbonne
- Berengar — książę Spoleto (836–841)
- Berengar I — margrabia Friulu (874–890?), król Włoch (888–924), cesarz (915–924)
- Berengar II — margrabia Ivrei, król Włoch (950–963)
- Berengar II — hrabia Sulzbach
- Berengar Gaskoński — hrabia Gaskonii
- Berengar Mądry — hrabia Tuluzy (819–837)
- Berengar z Tours — średniowieczny teolog,

- Henryk (VI) Berengar (1137–1150) — król niemiecki (1147–1150)
- Rajmund Berengar III Wielki (1097–1131) — hrabia Barcelony i Prowansji
- Rajmund Berengar IV Święty 1113–1162) — hrabia Barcelony i książę Aragonii
- Rajmund Berengar III Prowansalski (1158–1181) — hrabia Prowansji

Żeński odpowiednik: Berengaria